# Rjúnosuke Haga
Rjúnosuke Haga (* 28. dubna 1991 Mijazaki, Japonsko) je japonský zápasník–judista, bronzový olympijský medailista z roku 2016.

## Sportovní kariéra
Pochází ze sportovní rodiny, otec Jošio patřil k předním japonským judistům v polotěžké váze v 80. letech a matka je bývalou plavkyní. Vyrůstal v Jokohamě, kde se od mala věnoval judu a plavání. V 15 letech na střední škole Rokkakubaši si definitivně vybral judo. Do seniorské japonské reprezentace se dostal poprvé v roce 2010 jako student tokyjské univerzity Tokai. V roce 2011 dokonce ohrožoval místo reprezentační jedničky Takamasy Anaie, ale v olympijském roce 2012 své dříve nabyté výsledky nepotvrzoval. V sezóně 2013 se ve světovém poháru neukazoval. Vrátil se až v sezoně 2014, aby vyplnil prázdné místo v problematické japonské polotěžké váze. V roce 2016 startoval na olympijských hrách v Riu jako úřadující mistr světa. Jeho osobní technika, vyšperkovaná levé uči-mata však znamenela v olympijském turnaji problém. Soupeři ji měli načtenou a mimo ni neměl žádnou další alternativu. V prvním kole ještě zvládnul hodit uči-matou Jevgenije Borodavka na ippon, ale další své zápasy musel tvrdě odpracovat v boji o úchop. Ve čtvrtfinále však na svého soupeře Lukáše Krpálka z Česka v boji o úchop nestačil a spadl do oprav. V boji o třetí místo porazil Ukrajince Artema Blošenka a získal bronzovou olympijskou medaili.
Haga je levoruký judista. Jeho osobní technikou je levá uči-mata.

### Vítězství
- 2015 - 3x světový pohár (Řím, Düsseldorf, Kano Cup)
- 2017 - 1x světový pohár (Chöch chot)

## Výsledky
| Olympijské hry    |    |   | — |   |   |    | 3. |     |  |  |  |  |  |  |  |  |  |  |  |  |  |
| Mistrovství světa | —  | — |   | — | — | 1. |    | úč. |  |  |  |  |  |  |  |  |  |  |  |  |  |
| Asijské hry       | —  |   |   |   | — |    |    |     |  |  |  |  |  |  |  |  |  |  |  |  |  |
| Mistrovství Asie  |    | — | — | — |   | —  | —  | —   |  |  |  |  |  |  |  |  |  |  |  |  |  |
| MS juniorů        | 1. |   |   |   |   |    |    |     |  |  |  |  |  |  |  |  |  |  |  |  |  |